# هجوم كابيتول الولايات المتحدة في أبريل 2021
في 2 أبريل 2021، اصطدمت سيارة بالحاجز الشمالي خارج مبنى الكابيتول الأمريكي في واشنطن العاصمة، على طول شارع الدستور، مما أسفر عن مقتل ضابط في شرطة في الكابيتول وإصابة آخر. عقب ذلك، تم إغلاق مجمع الكابيتول. كان الكونغرس في عطلة الربيع، لذلك لم يكن هناك سوى عدد قليل من الأعضاء في المبنى أثناء الهجوم. توفي الجاني، نوح جرين، البالغ من العمر 25 عامًا، في المستشفى بعد إطلاق النار عليه. لم توضح منشوراته على فيسبوك سبب اختياره مهاجمة مبنى الكابيتول.

## الحادثة
اصطدم رجل بنقطة تفتيش في شارع الدستور الذي عادة ما يستخدمه أعضاء مجلس الشيوخ والموظفون في أيام الأسبوع، على بعد حوالي 100 يارد (91 م) من مدخل المبنى على جانب مجلس الشيوخ. اصطدمت السيارة باثنين من الضباط، مما أسفر عن مقتل الضابط ويليام إيفانز، وخرج المشتبه به من السيارة وهو يمسك بسكين. ثم بدأ يندفع نحو الضباط ورفض الاستماع إلى الأوامر الشفهية قبل أن يطلق عليه ضابط آخر الرصاص. تم اعتقاله ونقله إلى المستشفى لكنه توفي في وقت لاحق متأثرا بجراحه.
تم إغلاق مبنى الكابيتول بعد الهجوم وطُلب من الموظفين أن يحتموا في مكانهم، بينما تم حشد أفراد الحرس الوطني بالقرب من نقطة التفتيش.

## مرتكب الجريمة
أعلن رئيس شرطة العاصمة بالإنابة روبرت كونتي بعد وقت قصير من الهجوم أن الجاني لم يكن معروفًا للشرطة قبل الهجوم، ولا لصلته بأحد أعضاء الكونجرس أو بالإرهاب. تم تحديد المشتبه به لاحقًا على أنه نوح جرين، رجل أمريكي من أصل أفريقي يبلغ من العمر 25 عامًا من إنديانا، الذي قال إنه كان من أتباع لويس فرخان محمد وحركة أمة الإسلام، وهي منظمة إسلامية قومية سوداء. وَصف المشتبه به خلال منشوراته الأخيرة على فيسبوك أن السنوات الماضية كانت «صعبة»، وأن «الأمر كان أكثر صرامةً منذ أن بدأت جائحة فيروس كورونا». كما نشر قبل أسبوعين من الهجوم، عن «الدمار الإلهي لأمريكا»، وموضوعات أخرى مثل المسيح الدجال وشجع «الجميع على دراسة الرؤيا، ودراسة علامات نهاية الزمان، ودراسة من هو الأفضل، ودراسة من هو ضد المسيح، ومن هو النبي الكذاب، والصور المخلوقة في تلك الأوقات.»

## الرد
أشارت القائمة بأعمال رئيس شرطة كابيتول الولايات المتحدة، يوغاناندا بيتمان، إلى اقتحام مبنى الكابيتول السابق الذي وقع في 6 يناير في بيانها بعد الهجوم، وطلبت الأفكار والصلوات قائلة: «لقد كان هذا وقتًا عصيبًا للغاية لشرطة الكابيتول الأمريكية بعد حدث 6 يناير، والآن الأحداث التي وقعت هنا اليوم».
أشاد العديد من أعضاء الكونغرس بتصرفات شرطة الكابيتول والحرس الوطني وغيرهم من المستجيبين الأوائل، وقدموا تعازيهم لقوة الشرطة وعائلة ضابط الشرطة القتيل. أمر الرئيس جو بايدن بإنزال العلم عند نصف الموظفين في البيت الأبيض وجميع المباني العامة، كعلامة على الاحترام لخدمة وتضحية ضباط شرطة الكابيتول.